# Francisco Sánchez de la Barreda
Francisco Sánchez de la Barreda y Vera. (¿? - † Santiago, Chile, enero o febrero de 1738); Abogado y administrador colonial español. Siguiendo la costumbre, al ser el oidor más antiguo de la Real Audiencia de Chile, asumió interinamente el puesto de Gobernador de Chile, entre noviembre de 1733 y mayo de 1734, debido a la muerte accidental de Gabriel Cano de Aponte durante unos ejercicios ecuestres en la Plaza de Armas de Santiago.

## Gobierno
Según el historiador Diego Barros Arana:
"El gobierno del oidor Barreda fue tan corto como insignificante".
Durante su administración se registraron las siguientes incidencias:
- El cabildo de Santiago remitió al virrey del Perú una petición de que se confirmara a Barreda hasta la llegada del gobernador titular Bruno Mauricio de Zavala, quien debía arribar a Chile vía Buenos Aires. Zavala, finalmente, nunca asumiría.
- Circuló la noticia de que unos buques holandeses habían fondeado en las cercanías de Valdivia. El gobernador Barreda despachó 200 hombres para evitar un desembarco y entorpecer posibles contrabandos.
- Se inauguró en Santiago la Caja de Recogidas, obra del gobernador Cano de Aponte. Esta institución era mezcla de asilo y cárcel de mujeres.

El gobierno de Barreda terminó cuando el virrey José de Armendáriz, Marqués de Castelfuerte, decidió no confirmarlo, nombrando como interino a un militar de carrera: el maestre de campo Manuel Silvestre de Salamanca.

## Otros datos biográficos
Se sabe que Barreda, antes de ser nombrado miembro de la Real Audiencia de Santiago en 1712, vivió en Lima. Era doctor en leyes. Tras el terremoto de Santiago del 8 de julio de 1730, su casa fue una de las pocas de la ciudad que quedó en pie, por lo que la ofreció para hospedar a las damnificadas monjas agustinas. Estuvo casado con una tal Isabel de Espinoza. Al morir, su familia cayó en la pobreza. Su hijo Domingo fue cura de Lampa y, posteriormente, capellán de la Real Audiencia.
| Precedido por: Gabriel Cano de Aponte 1717-1733 | Gobernador del Reino de Chile 1733-1734 | Sucedido por: Manuel Silvestre de Salamanca Cano 1734-1737 |

- Datos: Q463750